# Carlos Menem
Carlos Saúl Menem Akil (n. 2 iulie 1930, Anillaco⁠(d), Provincia La Rioja, Argentina – d. 14 februarie 2021, Buenos Aires, Argentina) a fost un avocat și politician argentinian, membru al partidului peronist. A fost președinte al Argentinei în perioada 8 iulie 1989-10 decembrie 1999.
Născut ăntr-o familie de imigranți sirieni.